# Supermax (televizní stanice)
SuperMAX se stal prvním, česky hovořícím, dětským placeným kabelovým programem, jehož vysílání bylo spuštěno již 22. listopadu 1994 společně s programy HBO a Max1 (nyní Spektrum). Tyto programy jsou provozovány společností Česká programová společnost a nabízely divákovi nejnovější a především nejoblíbenější pořady západních tvůrců, a to na rozdíl od ostatních do té doby vysílajících televizních programů nepřerušovaně bez reklam.

## Příjem signálu
- Satelit Amos 1 (11.224/H, paket HBO (kabel) kód. PowerVu; pouze pro odběratelé signálu kabelové televize)
- Kabelové rozvody
- Krátce na satelitu Astra v nabídce UPC Direct, později nahrazen Minimaxem a stanicí Jetix.

## Historie
- 22. prosince 1994 - spuštění prvního vysílání; vysílací čas 06:00-21:00, přičemž šestihodinový blok pořadů v nezměněném pořadí reprízoval vždy ve 12:00 a zkráceně v 18:00.
- 14. září 2004 ve 21:30 SELČ - ukončení vysílání programu.

### Zánik programu
SuperMAX si našel své diváky nejen mezi dětským publikem, ale i dospělými. V letech rozmachu televizí (období rozšířující se nabídky televizních stanic díky satelitnímu a kabelovému vysílání) byl SuperMAX vytlačen programem Fox Kids Česká republika (poté Jetix, dnes Disney Channel) z mnoha kabelových sítí, zřejmě díky jeho ceně za dodávání. Je velmi nepravděpodobné, že se kanál někdy znovu objeví (např. v sítích UPC). Avšak, jeho sledovanost a oblíbenost byla obrovská a na tehdejší poměry to byl jeden z nejlepších
kanálů, které existovaly. Dal by se nazvat "českou verzí Cartoon Network" a nezapomenutelně se významně podepsal v historii vývoje kabelových stanic v ČR.

## Programová nabídka
- Animáci
- Alf (animovaný televizní seriál)
- Arnoldovy patálie
- Artur
- Babar
- Bandolero
- Beetlejuice
- Bláznivé sporty
- Bláznivý svět Texe Averyho
- Bojíte se tmy
- Bolek a Lolek
- Bořík, malý vrtulníček
- Catwalk
- Clarissa vám to vysvětlí
- Clyde
- Comic Strip - Žraloci
- Conan dobrodruh
- Čarodějnice školou povinné
- Čtyřlístek Garciových
- Daria
- Detektiv Myšák
- Divočina
- Doug
- Drahouš a přátelé
- Drsňák a Moulové
- Džínové od protinožců
- Eskorta
- Fix a Foxi
- Fresh Prince
- Hanowdownowe
- Havran Ric
- Highlander (The Animated Series)
- Hobberdy Dick
- Hoblíci
- Hromkočky
- Hvězdná akademie
- Chris Colorado
- Chuck Finn
- Jumanji
- Junior klub
- Kadilaky a dinosauři
- Kečup
- Kenan a Kel
- Klaun Kája
- Klokani
- Kočkopes
- Kouzelní kmotříčci
- Kouzelník
- Krycí jméno: Tygři
- Křik studentů
- Kybernet
- Lumpové
- Malá princeznička
- Marcelino
- Mary-Kate a Ashley
- Maska
- Max Hitparáda
- Maximum
- Medvídek Rupert
- Medvídkovy příhody
- Městečko Odyssea
- Mí rodiče, mimozemšťané
- Moje drahá příšerka
- Mort a Phil
- Motomyši (též * Motomyši z Marsu)
- Moucha (seriál)
- Mrkáček Bill
- Munschova parta
- Nancy
- Neuvěřitelná dobrodružství Rudly a Koumáka
- Neri, dívka moře
- Oggy a Škodíci (též Oggy a švábi)
- Pán žalářů
- Pes Waldo a jeho přátelé
- Pěkní kamarádi
- Pěkní ptáčkové
- Pohádky z říčního království
- Poslední výstup
- Pot a dřina
- Prasátko Slávek
- Pro strach uděláno
- Přátelé
- Příběh Tracy Beakerové
- Příběhy ze záhrobí
- Příhody Peta a Peta
- Rexík
- Rodinka zubních kartáčků
- Rovnátka
- Sabrina - mladá čarodějnice
- Sestřihy
- Sk8tv
- Skola zycia
- Skutečné příběhy
- Sladké údolí
- SOS Kroko
- Spiderman
- Srdíčkovi medvídci
- Strážci vesmíru
- Super Maxi Hity 2004
- Superboy
- Šílenci pod koši
- Škola gladiátorů
- Škola „U létajícího tlustokožce”
- Škola zlomených srdcí
- Taina
- Tajemný archív Shelby Woo
- Tajemství Silvestra a Tweetyho
- Tajuplný svět Alex Mackové
- Thornberryovi na cestách
- Timbuktu
- Tom a Jerry
- Transformers
- Trapasy
- Tygřík Arnoštek
- Velká šance
- Veselé obludy
- Vesmírní draci
- Vlkodlak Tommy
- Wishbone
- Xtreme
- Zip a Zap
- Zlo nemá šanci
- Žraloci
- Ztracené hračky